# أحمد أحمد حسن فرج
أحمد بن أحمد بن حسن فرَج (1944 - 1999) عسكري يمني ولد في الحضور، مديرية سنحان محافظة صنعاء، ولد في قرية الحضور، في وادي الأجبار في مديرية سنحان في محافظة صنعاء، التحق بالقوات المسلحة عام 1380هـ/ 1960م، وبعد قيام الثورة الجمهورية التي قضت على حكم الإمامة في اليمن عام 1382هـ/ 1962م تعين قائدًا للواء السادس مدرع، وعضوًا في اللجنة العليا للتصحيح، وفي عام 1399هـ/ 1979م تعين محافظًا لمحافظة حجة، ثم قائدًا لمعسكر (خالد بن الوليد)، ثم نائبًا لرئيس هيئة الأركان العامة لشؤون التخطيط والتسليح. توفي في بلاد حضرموت في 14 أغسطس 1999.

## حياته وأدواره
تلقى تعليمه الأولي في كتاب قريته، ثم انتقل إلى مدينة صنعاء، والتحق عام 1386هـ/ 1966م بالكلية الحربية، وتخرج منها عام 1389هـ/ 1969م بشهادة البكالوريوس في العلوم العسكرية، وبرتبة نقيب، ثم التحق بعدد من الدورات العسكرية داخل اليمن، وخارجها، كما درس في أكاديمية ناصر العليا في القاهرة، وتخرج منها بامتياز مع مرتبة الشرف عام 1409هـ/ 1989م.
قاتل في صفوف ثورة 26 سبتمبر منذ الأيام الأولى لاندلاعها، كما شارك في الحرب التي جرت ضد القوات الانفصالية عام 1414هـ/ 1994م، وحضر مؤتمرات دولية وعربية عديدة، وانتخب عضوًا في اللجنة الدائمة لحزب المؤتمر الشعبي العام، وحصل على عدد من النياشين والأوسمة والشهادات التقديرية. وترقى في رتبته العسكرية حتى رتبة (عميد ركن).
- من مؤلفاته: رجال في خنادق الدفاع عن الثورة، صدر عام 1415هـ/ 1995م.

## مقتله
توفي إثر حادث سقوط الطائرة الشهير في حضرموت في أغسطس 1999، وقائد المنطقة العسكرية الشرقية العميد محمد إسماعيل القاضي، وأحمد حسين صالح العقيلي ومعهما 15 ضابطا، وكان الخلل الفني حينها هو المسؤول عن الحادثة كالعادة.